# カワサキ・Z250FT
Z250FT（ゼットにひゃくごじゅうエフティー）とは、川崎重工業が製造していたオートバイである。

## 概要
1979年1月発売。それまで250cc・400ccクラス主力モデルであった2ストロークエンジンを搭載するKH250・KH400）からのモデルチェンジとして、Z400FXとともに開発された4ストロークエンジン搭載モデルである。ただしKH250・KH400の生産終了は1980年2月、販売は1982年頃まで行われたため時期的にはほぼ併売の状態となる。
Z400FXと姉妹車に位置づけされる場合もあるが、実質的には販売ラインナップにおける上位・下位モデルである。フレーム・エンジンなどはそれぞれ専用設計であり、共用部品を除き外観デザイン以外の車体構成に共通性はない。1979年から1980年の同時期は、それまでのカワサキ車の曲線的な涙滴型タンクや湾曲した鱗型サイドカバーおよびテールカウルから直線基調のボクシーなデザインへの転換期であり、Z1000MkII・Z750FX・Z400FXと共通するグラフィックの採用によりブランドイメージに統一感を持たせた。
当時の250ccクラスは、400ccクラスとフレームを共用してエンジンのみをスケールダウンしたモデルが主で車格に比べて非力であった。その中で、空冷SOHC2バルブながらタコメーターの針がたやすくレッドゾーンに飛び込むほど良く回るエンジンと専用設計された軽量な車体で好評を博した。

## 二気筒エンジンの系譜
Z250FT（およびGPz250）に搭載されていた空冷4ストロークOHC2バルブ直列2気筒エンジンは、その後もアメリカンのZ250LTD-TWIN（1981年発売）に流用され1980年代後半まで永らえている。
一方で、GPz250の後継モデルであるGPZ250Rには採用されず、かわって新開発の水冷4ストロークDOHC4バルブ直列2気筒が搭載された。このエンジンは、GPZ250R（1985年発売）から後継のGPX250R（1987年発売）、更にZZR250（1990年発売）でも採用され続け、2007年のZZR250最終型まで製造された。
なお、ZZR250に至る「カワサキ250cc二気筒エンジンの系譜」の原点として語られる事の多いZ250FTだが、前述の通り「250cc・4ストローク・直列2気筒」である点のみが共通項であり、「空冷・2バルブ」と「水冷・4バルブ」との違いがある。

## モデル一覧

### Z250-A1
- 1979年1月発売。
- カラーは2色ラインナップ。
  - キャンディエメラルドグリーン（緑地に子持ちラインのパイピング）
  - メタリックスターダストシルバー（銀地に子持ちラインのパイピング）

### Z250-A2
- 1979年10月発売。
- フロントフォーク・エンブレム追加。
- カラーは2色ラインナップ。
  - キャンディパーシモンレッド（赤地に子持ちラインのパイピング）
  - グランプリシルバー（濃銀地に子持ちラインのパイピング）

### Z250-A3
- 1981年4月発売。
- オートカムチェンテンショナーを採用。
- カラーは2色ラインナップ。
  - キャンディロイヤルブルー（青地に等幅の横ライン）
  - ルミナスルビーレッド（赤地に等幅の横ライン）

### Z250-A4
- 1982年1月発売。
- ヘッドライトが丸型から角型に変更。
- セミエア式フロントフォークを採用。
- カラーは2色ラインナップ。
  - メタリックスターライトブラック（黒地にグラデーションの横ライン）
  - ギャラクシーシルバー（銀地にグラデーションの横ライン）

### Z250-A5
- 1982年6月発売。
- CDI点火に変更。
- カラーは1色のみのラインナップ。
  - ギャラクシーシルバー（銀地に二連の縦ライン）

### Z250-B
- 1980年発売。
- 輸出専用車。
- キャストホイールではなくスポークホイール。
- ブレーキは前後ともドラムブレーキ。
- マフラーは左右2本出しではなく、2into1の集合マフラー。
- カラーは2色ラインナップ。
  - ファイヤークラッカーレッド（赤の単色）
  - ブリリアントブルー（青の単色）
- 後継機種は1983年発売の「Z250T」（国内版GPz250の輸出仕様）。モノショック式リアサスペンションを採用、ベルト駆動、角型ヘッドライトのネイキッドモデル。

## 関連車種
1983年に発売されたGPz250が後継モデルである。1982年にホンダからVT250Fが発売されると、4ストローク車も高出力化・近代化が進んだ。若者向けの設定であるZ250FTは市場での競争力を失ったため、GPz250へモデルチェンジされた。GPz250は、GPzシリーズの流麗なスタイリングとベルトドライブが大きな特徴となっている。エンジンは各部のリファインにより、Z250FTでの27ps/10000回転・2.1kg/8000回転に対し、GPz250では33ps/10500回転・2.3kg-m/8500回転となり、6馬力の出力向上を果たした。車体も乾燥重量153kgに対して146kgと軽量化し、ユニトラックサスペンションの採用と併せて、運動性も向上している。
また、直接的な派生車種としては、輸出仕様のZ250Bがある。エンジンやフレームなど基本的な車体構成は共通ながら、前後とも油圧式ディスクブレーキとキャストホイールを装備したZ250FTに対し、Z250Bでは前後ともドラムブレーキとスポークホイールを装備する点が大きな差異となっている。また、車体カラーは単色であり、左右2本出しではなく右出しの集合マフラーである点も異なっている。なお、Z250FTも「Z250A」（ペットネーム"Scorpion"）として輸出モデルが存在する（仕様諸元には変更なし）。Z250A（およびB型）の後継車種としては、ベルトドライブとユニトラックサスを採用したネイキッドモデルZ250T "Scorpion"（GPz305の派生車種）がある。なお「Z250C」の名称を使用したのは、国内版Z250FSの輸出モデルにおいてであり、同車種は単気筒エンジン搭載モデルで、Z250FTとの関連性はない。
これとは別の派生車種として、アメリカン・タイプのZ250LTD-TWINがある。1981年に発売されたこのLTD-TWINは、前年80年発売のZ250LTDがZ250FSをベースにした単気筒モデルのアメリカンであるのと同じ手法を用い、Z250FTをベースにした2気筒モデルのアメリカンである。初期型（Z250-H型）ではFT同様にチェーン駆動方式が採られていたが、1982年10月発売の後期型（Z250-P型）では駆動方式を変更してベルトドライブを採用した。なお、FTの後継機種であるGPz250も同型エンジンを搭載してベルトドライブを採用している。また、排気量拡大版として、GPz305と同型のエンジンを搭載するZ305LTD-TWINも存在した。